# Triftern
Triftern település Németországban, azon belül Bajorországban. Lakosainak száma 5311 fő (2023. december 31.). Triftern Wittibreut, Tann, Postmünster, Bad Birnbach, Stubenberg, Kößlarn, Pfarrkirchen, Ulbering és Hirschbach községekkel határos.

## Népesség
A település népessége az elmúlt években az alábbi módon változott:
| Lakosok száma | 1080 | 1068 | 1785 | 5075 | 5012 | 5199 | 5235 | 5241 | 5242 | 5311 |
|               | 1875 | 1900 | 1950 | 1970 | 1987 | 2013 | 2015 | 2017 | 2021 | 2023 |